# Timofejewo (Kaliningrad)
Timofejewo (russisch Тимофеево, deutsch Wedereitischken, 1938 bis 1945 Sandkirchen, sowie: Neu Krauleidszen, 1936 bis 1938 Neu Krauleidschen, 1938 bis 1945 Sammelhofen, litauisch Vėderaitiškės sowie: Krauleidžiai) ist eine Siedlung in der russischen Oblast Kaliningrad. Sie gehört zur kommunalen Selbstverwaltungseinheit Munizipalkreis Krasnosnamensk im Rajon Krasnosnamensk. Das ehemalige Neu Krauleidszen/Sammelhofen ist verlassen.

## Geographische Lage
Timofejewo liegt 13 Kilometer nordwestlich der Rajonstadt Krasnosnamensk (Lasdehnen/Haselberg) und 18 Kilometer  südöstlich der einstigen Kreisstadt Neman (Ragnit). Die Scheschuppe verläuft nördlich der Ortsgrenze. Eine Nebenstraße (27K-139) verbindet den Ort mit Petropawlowskoje (Eggleningken/Lindengarten) an der Regionalstraße 27A-025 (ex R508) sowie Liwenskoje (Galbrasten/Dreifurt) nördlich der Scheschuppe. Eine Bahnanbindung besteht nicht.

## Geschichte

### Wedereitischken (Sandkirchen)

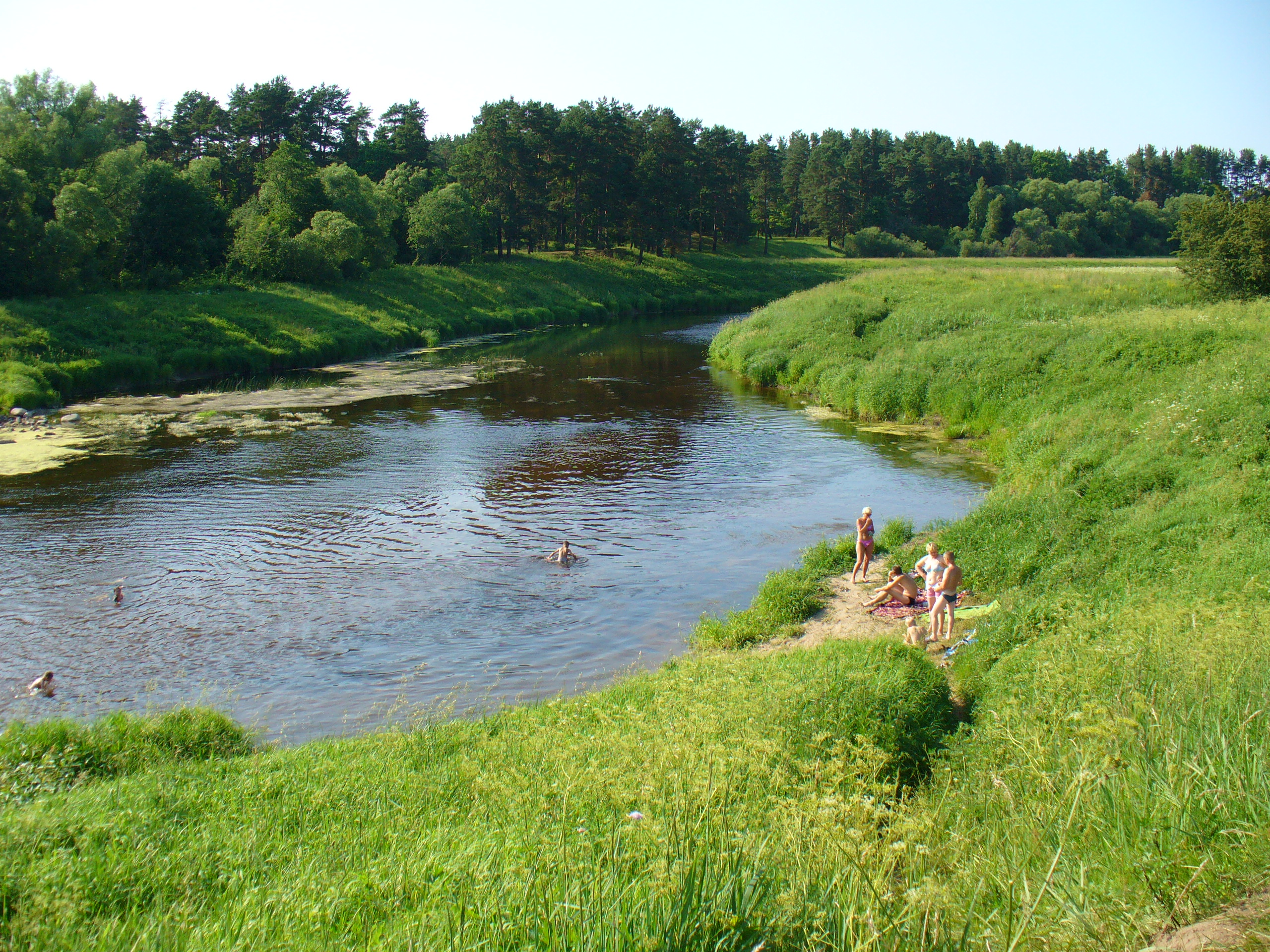
Badestelle in der Scheschuppe bei Timofejewo (Wedereitischken)

We(e)dereitischken, auch Kattmischken genannt, war um 1780 ein Erbfreidorf mit zehn Haushalten. 1874 wurde die Landgemeinde Wedereitischken in den neu eingerichteten Amtsbezirk Juckstein im Kreis Ragnit eingegliedert. Wegen seiner zentralen Lage machte man den Ort am 1. Juli 1901 zu einem Kirchdorf mit weitflächigem Kirchspiel. 1909 wurde Wedereitischken selber Amtsdorf. Der Ausbau der Straßen förderte die Entwicklung des Ortes zu einem wirtschaftlichen Mittelpunkt, der besonders durch den Bau der Dr.-Rosenkrantz-Brücke zwischen Wedereitischken und Galbrasten im Jahre 1928 an Bedeutung gewann. 1938 wurde Wedereitischken in Sandkirchen umbenannt. In Folge des Zweiten Weltkrieges kam der Ort mit dem nördlichen Ostpreußen 1945 zur Sowjetunion.

#### Einwohnerentwicklung
| Jahr | Einwohner |
| ---- | --------- |
| 1867 | 247       |
| 1871 | 254       |
| 1885 | 221       |
| 1905 | 232       |
| 1910 | 248       |
| 1933 | 297       |
| 1939 | 336       |

#### Amtsbezirk Wedereitischken/Sandkirchen (1909–1945)
Durch Umgliederung aus den Nachbaramtsbezirken Budwethen (heute russisch: Malomoschaiskoje), Galbrasten (Liwenskoje), Juckstein (Kraineje) und Kackschen (Sadowo) entstand am 15. Oktober 1909 der neue Amtsbezirk Wedereitischken, der bis 1922 zum Kreis Ragnit, danach – 1939 in „Amtsbezirk Sandkirchen“ umbenannt – zum Landkreis Tilsit-Ragnit gehörte:
| Name                          | Änderungsname von 1938     | Russischer Name nach 1945 | Bemerkungen                       |
| ----------------------------- | -------------------------- | ------------------------- | --------------------------------- |
| Alt Krauleidszen              | Hohenflur (Ostpr.)         | Chworostjanka             | 1936–38: Alt Krauleidschen        |
| Aszen                         | Aschen (1936)              | Chworostjanka             |                                   |
| Dannenberg                    |                            | Talniki                   | 1929 nach Waldau eingemeindet     |
| Galbrasten                    | Dreifurt                   | Liwenskoje                |                                   |
| Groß Kackschen                | Birkenhain (Ostpr.) (1936) | Sadowo                    |                                   |
| Groß Schillehlen              | Großschollen               | Petropawlowskoje          | bis 1913: Groß Schillehlischken   |
| Klein Kackschen               | Kleinbirkenhain            | Kalatschejewo             | 1938 nach Birkenhain eingemeindet |
| Königshuld II                 |                            | Bobrowo                   |                                   |
| Mikehnen                      | Micheln                    | Talniki                   | 1929 nach Waldau eingemeindet     |
| Neu Krauleidszen              | Sammelhofen                | Timofejewo                | 1936–38: Neu Krauleidschen        |
| Waldau                        |                            | Talniki                   | Am 1. Januar 1929 neu entstanden  |
| Wedereitischken               | Sandkirchen                | Timofejewo                |                                   |
| Weedern [Ksp Wedereitischken] |                            |                           | 1929 nach Waldau eingemeindet     |

Von anfänglich 14 Dörfern bildeten am 1. Januar 1945 nur noch zehn Orte den Amtsbezirk: Aschen, Birkenhain, Dreifurt, Großschollen, Hohenflur, Kleinschollen, Königshuld II, Sammelhofen, Sandkirchen und Waldau.

### Neu Krauleidszen/Neu Krauleidschen (Sammelhofen)
Im Jahr 1823 wurden die kleinen Ansiedlungen Duselei, Jodjokei, Narkutte und Schokelei zur Siedlung Narkuttis zusammengeschlossen, die um 1845 in Neu Krauleidszen umbenannt wurde, das den Status einer Forstkolonie hatte. Im Jahr 1874 wurden die beiden Forstkolonien Neu Krauleidszen und Neu Mikehnen zur Landgemeinde Neu Krauleidszen zusammengefasst und diese in den Amtsbezirk Juckstein eingegliedert. Seit 1909 gehörte sie zum Amtsbezirk Wedereitischken. Ihre Gemarkung umschloss den Nachbarort Wedereitischken vom Norden bis Süden in einem Halbkreis. 1936 veränderte man die Schreibweise des Ortsnamens in Neu Krauleidschen und 1938 wurde der Ort in Sammelhofen umbenannt, wofür man offenbar den Ursprung des Ortes zum Anlass nahm. In Folge des Zweiten Weltkrieges kam er mit dem nördlichen Ostpreußen 1945 zur Sowjetunion.

#### Einwohnerentwicklung
| Jahr | Einwohner | Bemerkungen                                                                   |
| ---- | --------- | ----------------------------------------------------------------------------- |
| 1867 | 332       | In der Forstkolonie Neu Krauleidszen 290, in der Forstkolonie Neu Mikehnen 42 |
| 1871 | 283       | In der Forstkolonie Neu Krauleidszen 239, in der Forstkolonie Neu Mikehnen 44 |
| 1885 | 250       |                                                                               |
| 1905 | 237       | davon 90 litauischsprachige                                                   |
| 1910 | 210       |                                                                               |
| 1933 | 194       |                                                                               |
| 1939 | 166       |                                                                               |

### Timofejewo
Im Jahr 1947 wurde Wedereitischken in Timofejewo umbenannt und gleichzeitig Sitz eines Dorfsowjets im Rajon Krasnosnamensk. Im Ortsverzeichnis der Oblast Kaliningrad von 1976 wurde auch der ehemalige deutsche Ort Neu Krauleidschen zu Timofejewo gezählt. Dieser Ort ist inzwischen verlassen. Von 2008 bis 2015 gehörte Timofejewo als Amtssitz zur Landgemeinde Alexejewskoje selskoje posselenije, von 2016 bis 2021 zum Stadtkreis Krasnosnamensk und seither zum Munizipalkreis Krasnosnamensk.

#### Einwohnerentwicklung
| Jahr | Einwohner |
| ---- | --------- |
| 1984 | ~ 320     |
| 2002 | 414       |
| 2010 | 420       |
| 2021 | 365       |

#### Timofejewski selski Sowet/okrug 1947–2008
Der Dorfsowjet Timofejewski selski Sowet (ru. Тимофеевский сельский Совет) wurde im Juni 1947 eingerichtet. Im Jahr 1954 wurde der Liwenski selski Sowet an den Timofejewski selski Sowet angeschlossen. Im Jahr 1960 wurde offenbar auch der Podgorodnenski selski Sowet angeschlossen. Nach dem Zerfall der Sowjetunion bestand die Verwaltungseinheit als Dorfbezirk Timofejewski selski okrug (ru. Тимофеевский сельский округ). Im Jahr 2008 wurden die verbliebenen Orte des Dorfbezirks in die neu gebildete Landgemeinde Alexejewskoje selskoje posselenije eingegliedert.
| Ortsname                           | Name bis 1947/50 | Bemerkungen |
| ---------------------------------- | --- | --- |
| Abramowo (Абрамово)                | Klein Rudminnen, 1938–1945: „Klein Ruden“, Dickschen, 1938–1945: „Lindbach“, und Brödlaugken, 1938–1945: „Vielwege“                          | Der Ort wurde 1947 umbenannt und war zunächst in den Dorfsowjet Podgorodnenski eingeordnet.                                                             |
| Alexejewka (Алексеевка)            | Klein Kackschen, 1938–1945: „Kleinbirkenhain“                                                                                                | Der Ort wurde 1947 umbenannt. |
| Bobrowo (Боброво)                  | Ellernthal, Groß Rudminnen, 1938–1945: „Wietzheim“, und Königshuld II                                                                        | Der Ort wurde 1947 umbenannt und war zunächst in den Dorfsowjet Podgorodnenski eingeordnet.                                                             |
| Chworostjanka (Хворостянка)        | Aszen/Aschen und Alt Krauleidszen/Alt Krauleidschen, 1938–1945: „Hohenflur“                                                                  | Der Ort wurde 1947 umbenannt und vor 1988 aus dem Ortsregister gestrichen.                                                                              |
| Dolgoje (Долгое)                   | Beinigkehmen, 1938–1945: „Beinicken“ | Der Ort wurde 1947 umbenannt und war zunächst in den Dorfsowjet Podgorodnenski eingeordnet.                                                             |
| Dolschanskoje (Должанское)         | Budupönen-Uthelen, seit 1931: Hartigsberg | Der Ort wurde 1947 umbenannt und war zunächst in den Dorfsowjet Nemanski eingeordnet.                                                                   |
| Jolkino (Ёлкино)                   | Hermoneiten, 1938–1945: „Hermannsdorf“ | Der Ort wurde 1947 umbenannt und war zunächst in den Dorfsowjet Podgorodnenski eingeordnet. Er wurde vor 1988 verlassen.                                |
| Kalatschejewo (Калачеево)          | Klein Schillehlen, 1938–1945: „Kleinschollen“, und Augskallen, 1938–1945: „Güldenflur“                                                       | Der Ort wurde 1947 umbenannt. |
| Kraineje (Крайнее)                 | Juckstein, Dundeln und Pabuduppen, 1938–1945: „Finkenhagen“                                                                                  | Der Ort wurde 1947 umbenannt. |
| Krassawino (Красавино)             | Birkalnis, 1938–1945: „Birkendell“ | Der Ort wurde 1950 umbenannt und war zunächst in den Dorfsowjet Liwenski eingeordnet. Er wurde vermutlich vor 1988 an den Ort Nikolskoje angeschlossen. |
| Lagernoje (Лагерное)               | Lenken | Der Ort wurde 1947 umbenannt und war zunächst in den Dorfsowjet Liwenski eingeordnet.                                                                   |
| Liwenskoje (Ливенское)             | Galbrasten, 1938–1945: „Dreifurt“, und Kragelischken, 1938–1945: „Kragelingen“                                                               | Der Ort wurde 1947 umbenannt und war zunächst der Verwaltungssitz des Dorfsowjets Liwenski.                                                             |
| Nikolskoje (Никольское)            | Giewerlauken, 1938–1945: „Hirschflur“ | Der Ort wurde 1947 umbenannt und war zunächst in den Dorfsowjet Liwenski eingeordnet.                                                                   |
| Petropawlowskoje (Петропавловское) | Groß Schillehlen, 1938–1945: „Großschollen“, (Neu) Eggleningken, 1938–1945: „Lindengarten“, und zu Pötkallen, 1938–1945: zu „Pötken“         | Der Ort wurde 1947 umbenannt. |
| Podgorodnoje (Подгородное)         | Tuppen | Der Ort wurde 1947 umbenannt und war zunächst der Verwaltungssitz des Dorfsowjets Podgorodnenski. Er wurde 1997 an den Ort Abramowo angeschlossen.      |
| Poljanskoje (Полянское)            | Uszballen/Uschballen, 1938–1945: „Lindnershorst“, Kallwellen, Königshuld, 1938–1945: „Friedrichsweiler“, und Ballupönen, 1938–1945: „Ballen“ | Der Ort wurde 1947 umbenannt und war zunächst in den Dorfsowjet Podgorodnenski eingeordnet.                                                             |
| Sadowo (Садово)                    | Groß Kackschen, 1938–1945: „Birkenhain“ | Der Ort wurde 1947 umbenannt. |
| Selenolessje (Зеленолесье)         | Gricklaugken, 1938–1945: „Bönick“ | Der Ort wurde 1947 umbenannt und war zunächst in den Dorfsowjet Liwenski eingeordnet.                                                                   |
| Talniki (Тальники)                 | Waldau (Weedern, Mikehnen, 1938–1945: „Micheln“, und Dannenberg)                                                                             | Der Ort wurde 1947 umbenannt und vor 1988 verlassen. |
| Timofejewo (Тимофеево)             | Wedereitischken, 1938–1945: „Sandkirchen“ | Verwaltungssitz |
| Werchowoje (Верховое)              | Schacken | Der Ort wurde 1947 umbenannt und war zunächst in den Dorfsowjet Liwenski eingeordnet. Er wurde vor 1988 verlassen.                                      |
| Wetrowo (Ветрово)                  | Pötkallen, 1938–1945: „Pötken“ | Der Ort wurde 1947 umbenannt und vor 1975 an den Ort Kalatschejewo angeschlossen.                                                                       |

## Kirche

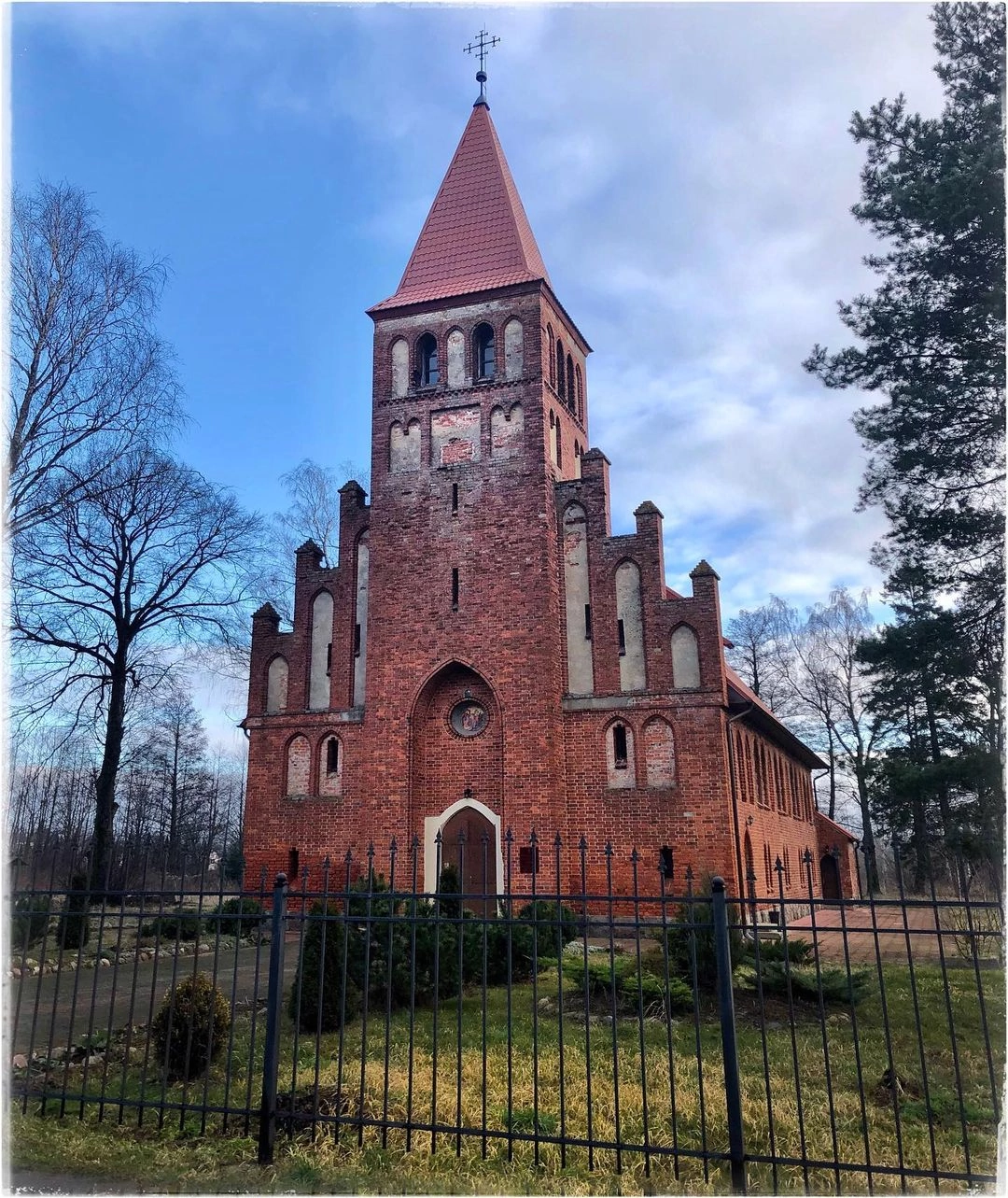
Dorfkirche

### Kirchengebäude
Die Wedereitischkener Kirche wurde in den Jahren 1906/1907 errichtet. Es handelt sich um einen unverputzten Ziegelbau mit Turm und gerade geschlossenem Chor mit Anklängen an die Ordensarchitektur.
Den Zweiten Weltkrieg überstand die Kirche unbeschadet, wurde dann jedoch als Pferdestall, Getreidespeicher bzw. Materiallager zweckentfremdet. Der Haupteingang zum Turm wurde erweitert. Aufgrund fehlender Pflege stürzte Ende der 1990er Jahre das Dach ein. Im Sommer 2005 wurde die Kirche an die russisch-orthodoxe Kirchengemeinde übereignet. Sie wurde restauriert und am 20. Juli 2008 durch Metropolit Kyrill I. als orthodoxes Gotteshaus mit dem Namen „Swjato-Wwedenskaja-Kirche“ geweiht.

### Kirchengemeinde

#### Evangelisch
Bis 1901 wurden die Orte des späteren Kirchspiels Wedereitischken von der Kirche Budwethen (der Ort hieß zwischen 1938 und 1946: Altenkirch, heute russisch: Malomoschaiskoje) aus betreut. Das Kirchspiel Wedereitischken entstand 1902 und war ab 1904 mit einem eigenen Pfarrer besetzt. Die Pfarrei bestand bis 1945 (ab 1938 „Kirche Sandkirchen“ genannt) und gehörte zur Diözese Ragnit im Kirchenkreis Tilsit-Ragnit innerhalb der Kirchenprovinz Ostpreußen der Kirche der Altpreußischen Union.
Flucht und Vertreibung der einheimischen Bevölkerung sowie die antikirchliche Religionspolitik der Sowjetunion machten in Timofejewo ein kirchliches Leben nach 1945 nicht mehr möglich. Heute liegt das Dorf im Einzugsbereich der in den 1990er Jahren neu entstandenen evangelisch-lutherischen Gemeinde in Sabrodino (Lesgewangminnen, 1938 bis 1946 Lesgewangen), die der Propstei Kaliningrad (Königsberg) der Evangelisch-lutherischen Kirche Europäisches Russland angegliedert ist.

#### Orthodox
Zu Beginn der 2000er Jahre bildete sich in Timofejewo eine russisch-orthodoxe Gemeinde, der im Jahre 2005 das Gebäude der evangelischen Kirche Wedereitischken übereignet wurde. Seit 2008 ist es das Gotteshaus der Gemeinde, die zum Gebiet der Diözese Kaliningrad und Baltijsk der Russisch-orthodoxen Kirche gehört.

## Schule
Zur Gemeinde Wedereitischken (Sandkirchen) gehörte bis 1945 ein eigenes Schulgebäude, in dem auch die Kinder aus Neu Krauleidszen (Sammelhofen) unterrichtet wurden. Hier waren zuletzt zwei Lehrer eingesetzt. Den Unterhalt der Schule besorgte ein Schulverband, bestehend aus den Gemeinden Neu Krauleidszen und Wedereitischken. Etwa 100 Schülerinnen und Schüler erhielten hier Unterricht.